# Шаравен
Шаравен (фр. Charavines) насеље је и општина у источној Француској у региону Рона-Алпи, у департману Изер која припада префектури Ла Тур ди Пен.
По подацима из 2011. године у општини је живело 1810 становника, а густина насељености је износила 240,69 становника/km². Општина се простире на површини од 7,52 km². Налази се на средњој надморској висини од 516 метара (максималној 800 m, а минималној 440 m).

## Демографија
| 1962. | 1968. | 1975. | 1982. | 1990. | 1999. | 2011. |
| ----- | ----- | ----- | ----- | ----- | ----- | ----- |
| 1.237 | 1.250 | 1.142 | 1.163 | 1.251 | 1.423 | 1.810 |

График промене броја становника у току последњих година